# Сомервилл, Тим
Ти́моти Х. «Тим» Со́мервилл (англ. Timothy H. "Tim" Somerville; род. 14 сентября 1960, Сьюпириор, Висконсин) — американский кёрлингист.
Участник Зимних Олимпийских игр 1998 и 2002 (играл как скип), а также демонстрационного турнира по кёрлингу на Зимних Олимпийских играх 1992 (играл на позиции четвёртого, команда США выиграла бронзовую медаль).
Трёхкратный чемпион США среди мужчин (1995, 1996, 1999).

## Достижения
- Зимние Олимпийские игры: бронза (1988 — демонстрационный вид).
- Чемпионат США по кёрлингу среди мужчин: золото (1995, 1996, 1999).
- Американский олимпийский отбор по кёрлингу: золото (1991, 1997, 2001).
- Лучший кёрлингист года в США (англ. USA Curling Male Athlete of the Year): 1995.

## Команды
| Сезон   | Четвёртый     | Третий          | Второй          | Первый       | Запасной                           | Турниры                                              |
| ------- | ------------- | --------------- | --------------- | ------------ | ---------------------------------- | ---------------------------------------------------- |
| 1978—79 | Тим Сомервилл | Joe Geegan      | Dewey Basley    | Ken Larson   |                                    | [ 2 ]                                                |
| 1979—80 | Тим Сомервилл | Joe Geegan      | Dewey Basley    | Ken Larson   |                                    | [ 2 ]                                                |
| 1980—81 | Тим Сомервилл | Joe Geegan      | Dewey Basley    | Ken Larson   |                                    | [ 2 ]                                                |
| 1981—82 | Тим Сомервилл | Dewey Basley    | Майк Шнеебергер | Dan Sitek    |                                    | [ 2 ]                                                |
| 1982—83 | Боб Николс    | Бад Сомервилл   | Тим Сомервилл   | Боб Кристман |                                    | [ 3 ]                                                |
| 1983—84 | Боб Николс    | Бад Сомервилл   | Тим Сомервилл   | Боб Кристман |                                    | [ 3 ]                                                |
| 1990—91 | Тим Сомервилл | Майк Страм      | Бад Сомервилл   | Билл Страм   |                                    | АООК 1991                                            |
| 1991—92 | Тим Сомервилл | Майк Страм      | Бад Сомервилл   | Билл Страм   | Боб Николс тренер: Боб Бьюкенен    | ЗОИ 1992 (демо)                                      |
| 1992—93 | Тим Сомервилл | Майк Страм      | Майк Шнеебергер | Джон Гордон  |                                    | ЧСША 1993 (4 место)                                  |
| 1994—95 | Тим Сомервилл | Майк Шнеебергер | Майлс Брандидж  | Джон Гордон  | Бад Сомервилл                      | ЧСША 1995 · ЧМ 1995 (4 место)                        |
| 1995—96 | Тим Сомервилл | Майк Шнеебергер | Майлс Брандидж  | Джон Гордон  | Дональд Барком (ЧМ)                | ЧСША 1996 · ЧМ 1996 (7 место)                        |
| 1997—98 | Тим Сомервилл | Майк Пеплински  | Майлс Брандидж  | Джон Гордон  | Тим Солин (ЗОИ)                    | АООК 1997 · ЗОИ 1998 (4 место)                       |
| 1998—99 | Тим Сомервилл | Дональд Барком  | Майлс Брандидж  | Джон Гордон  | Марк Халупцок (ЧМ) Бад Сомервилл   | ЧСША 1999 · ЧМ 1999 (4 место)                        |
| 1999—00 | Тим Сомервилл | Майк Шнеебергер | Майлс Брандидж  | Джон Гордон  | Бад Сомервилл                      | ЧСША 2000 (7 место)                                  |
| 2001—02 | Тим Сомервилл | Майк Шнеебергер | Майлс Брандидж  | Джон Гордон  | Дональд Барком (ЗОИ) Бад Сомервилл | АООК 2001 · ЗОИ 2002 (7 место) · ЧСША 2002 (5 место) |
| 2002—03 | Тим Сомервилл | Майк Шнеебергер | Грег Джонсон    | Джон Гордон  | Dave Puleo                         | ЧСША 2003 (6 место)                                  |

(скипы выделены полужирным шрифтом)

## Частная жизнь
Из семьи кёрлингистов: и бабушка, и дедушка по отцовской линии играли в кёрлинг. Отец Тима, Бад Сомервилл — один из самых известных и титулованных кёрлингистов США, двукратный чемпион мира среди мужчин, пятикратный чемпион США среди мужчин, тренер.